# Rayton Fissore
Rayton Fissore was een Italiaans bedrijf dat autocarrosserieën ontwierp en in de jaren tachtig vooral bekend was door de ontwikkeling van de luxueuze Magnum SUV. Alhoewel Rayton Fissore indirecte banden had met de gerenommeerde carrosseriebouwer Carrozzeria Fissore was het een onafhankelijk bedrijf.

## Geschiedenis
Er zijn tal van tegenstrijdige beweringen over de achtergrond van het bedrijf. Met name de mate van verbinding met Carrozzeria Fissore is onduidelijk.
Carrozzeria Fissore was een gevestigde ontwerpstudio die in de jaren zestig talloze carrosserieën had ontworpen voor Italiaanse, Duitse, Zuid-Amerikaanse en Japanse autofabrikanten en ook zijn eigen modellen in kleine series produceerde. Het in Savigliano gevestigde bedrijf had sinds 1969 nauwe banden met de Zwitserse autofabrikant Monteverdi, die er zijn sport- en terreinwagens liet bouwen. Halverwege de jaren zeventig nam Monteverdi een meerderheidsbelang in Carrozzeria Fissore, die uiteindelijk in 1982 alle activiteiten staakte.
De carrosseriefabrikant Rayton Fissore werd opgericht in 1976 door Fernanda Fissore, dochter van een van de Carrozzeria Fissore oprichters Bernardo Fissore, en haar man Giuliano Malvino. Ze kozen ervoor om hun eigen bedrijf te starten in plaats van samen te werken met haar vader. De hoofdzetel van het bedrijf was tot 1988 gevestigd in Savigliano. Vanaf 1988 was het hoofdkantoor in Cherasco.
Rayton Fissore produceerde aanvankelijk bovenbouw voor vrachtwagens en bedrijfsvoertuigen. Het bedrijf ontwikkelde ook drie personenwagens. In 1992 werden de activiteiten stopgezet.

## Voertuigen

### Rayton Fissore Gold Shadow
De eerste personenwagen van Rayton Fissore was de Gold Shadow, die gepresenteerd werd op het autosalon van Turijn in 1978. De Gold Shadow was een kleine auto die gebaseerd was op de aandrijflijn van de Autobianchi A112 en een eigen carrosserie had die stijlkenmerken van de Porsche 928 en de AMC Pacer combineerde. Het is onduidelijk of er  daadwerkelijk een serieproductie geweest is, maar het feit dat er nog geen foto van een Gold Shadow in het verkeer is gepubliceerd doet vermoeden dat het bij een prototype gebleven is.

### Rayton Fissore Magnum

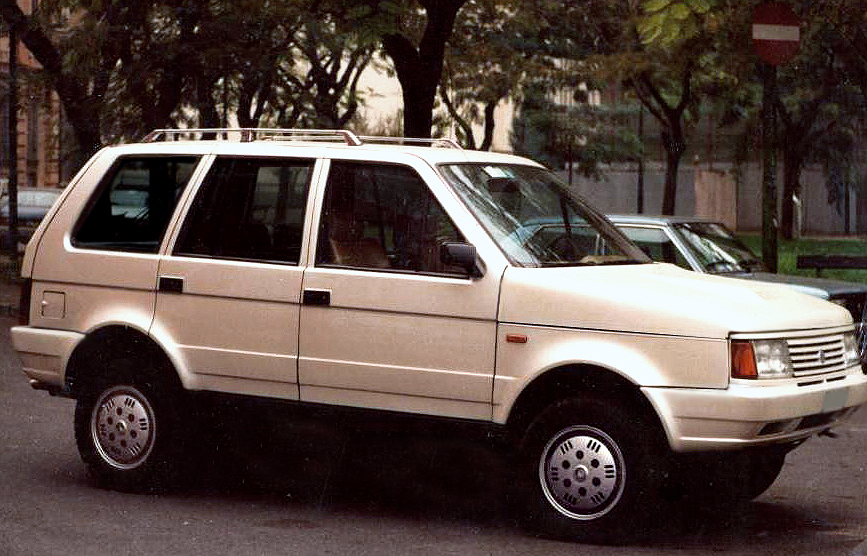
Rayton-Fissore Magnum Turbo D (1986)

Vrijwel het bekendste model van Rayton Fissore was de Magnum-terreinwagen, waarvan de carrosserie ontworpen werd door Tom Tjaarda. De Magnum werd gepresenteerd op het autosalon van Turijn in 1985. Het was een luxueuze SUV met vierwielaandrijving en een carrosserie met Italiaanse stijlkenmerken die in de markt gezet werd als concurrent van de Range Rover. In dit opzicht volgde de Magnum het concept van de Monteverdi Safari, die bij Carrozzeria Fissore gebouwd werd en waarvan de productie in 1982 werd stopgezet. De Magnum was gebaseerd op een aangepast Iveco-chassis en was leverbaar met verschillende motoren. De Europese versie werd tot 1998 in beperkte oplage gebouwd, de Amerikaanse versie met een dikke V8-motor werd van 1989 tot 2003 op de Amerikaanse markt aangeboden als de Laforza.

### Alfa Romeo 75 Sport Wagon
In 1985 presenteerde Rayton Fissore een stationwagenversie van de Alfa Romeo 75. Van deze Sport Wagon en een identiek ontworpen maar krachtigere Turbo Wagon werden er maar enkele exemplaren gebouwd.

## Tuning
Naast het ontwerpen en bouwen van complete voertuigen hield Rayton Fissore zich begin jaren tachtig ook bezig met carrosserietuning. Het bedrijf bood carrosserie-conversiekits aan voor de coupé en de HPE-versie van de Lancia Beta. De ombouwsets bevatten voor- en achterspoilers, speciale aluminium velgen en een aangepast uitlaatsysteem. Deze versies waren alleen beschikbaar op de Zwitserse automarkt.